# Нокомис (озеро)
Нокомис (англ. Lake Nokomis) — озеро в южной части Миннеаполиса. Имеет площадь водной поверхности 0,83 км² (204 акра) и максимальную глубину 10 метров. Расположено на высоте 248 метров от уровня моря.
Первоначально озеро называлось Амелия, в честь дочери капитана Джорджа Гудинга, одного из первых поселенцев, прибывших в район современного Миннеаполиса в 1819 году

.
В 1907 году озеро было выкуплено городской администрацией. Тогда оно было очень мелким (глубиной не более полутора метров) и заболоченным. На озере были проведены дноуглубительные работы и в 1910 году оно было переименовано в Нокомис, в честь бабушки Гайаваты, американского литературного персонажа

.
В 1940 году Кристиан Ламбертсен выполнил в общей сложности 12 погружений в озеро, испытывая прототип ребризера для боевых пловцов
. Это были первые в истории США погружения с использованием замкнутого кислородного цикла. Во время одного из этих погружений Ламбертсен испытал кислородное отравление, но смог подняться на поверхность без посторонней помощи.
Озеро является популярным местом отдыха горожан. Оно предоставляет возможности для рыбной ловли и парусного спорта, на берегах располагаются два пляжа с завозным высококачественным песком, а на территории окружающего озеро парка оборудованы площадки для спортивной ходьбы, бега, софтбола, а также велосипедные дорожки и другие спортивные сооружения. Раньше по берегам озера росли очень большие и очень старые деревья, но в 1998 году все они были повалены ураганом.
В озере водятся различные рыбы. Некоторые из живущих в озере виды рыб не рекомендуется употреблять в пищу из-за возможности загрязнения ртутью
.